# Hemipristis
Hemipristis – rodzaj morskich ryb żarłaczokształtnych z rodziny Hemigaleidae.

## Występowanie
Ocean Indyjski i Ocean Spokojny.

## Klasyfikacja
Gatunki zaliczane do tego rodzaju:
współcześnie żyjący:
- Hemipristis elongata

wymarły:
- Hemipristis serra[3][4]

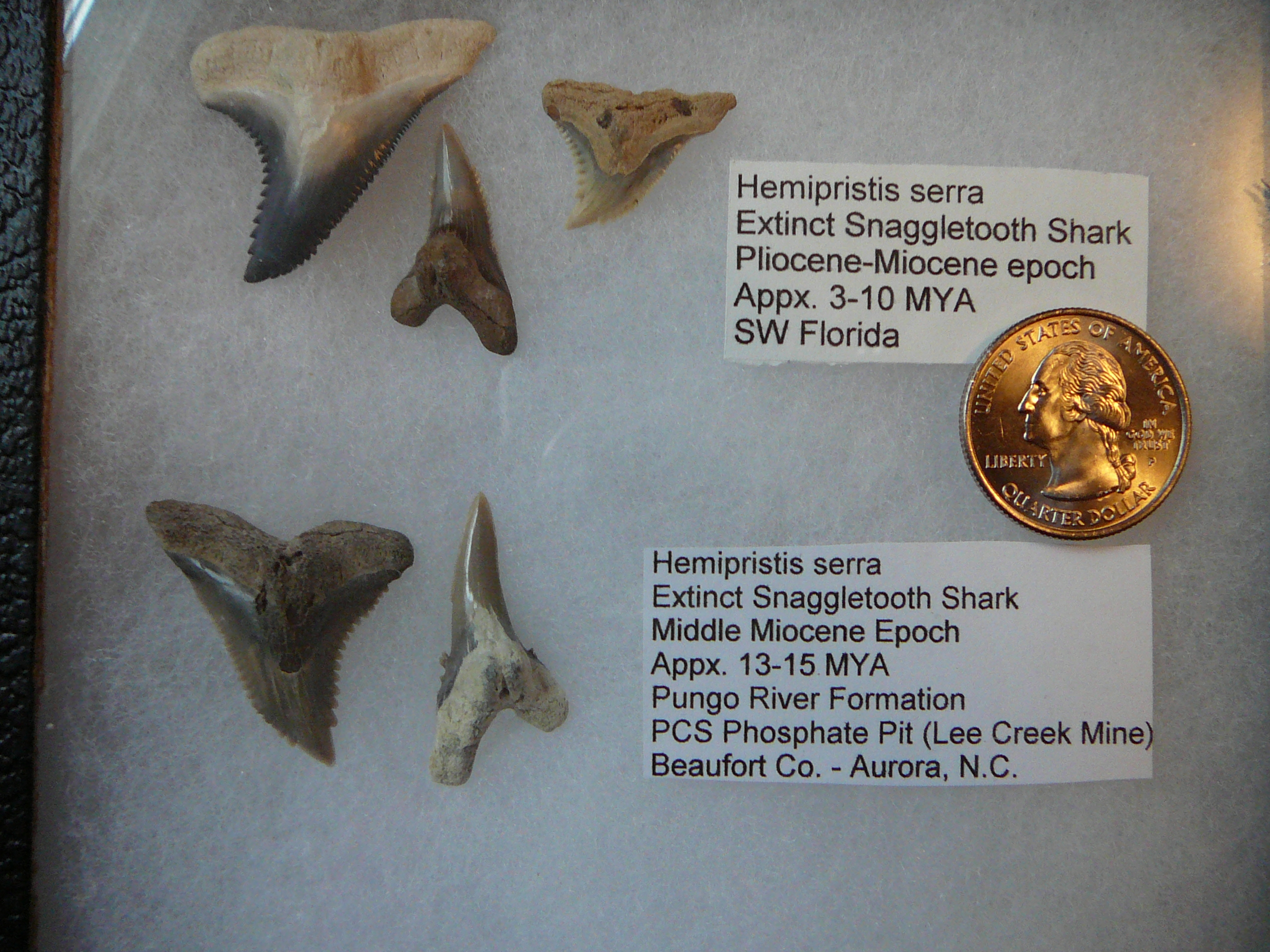
Zęby Hemipristis serra